# Alia Bhatt

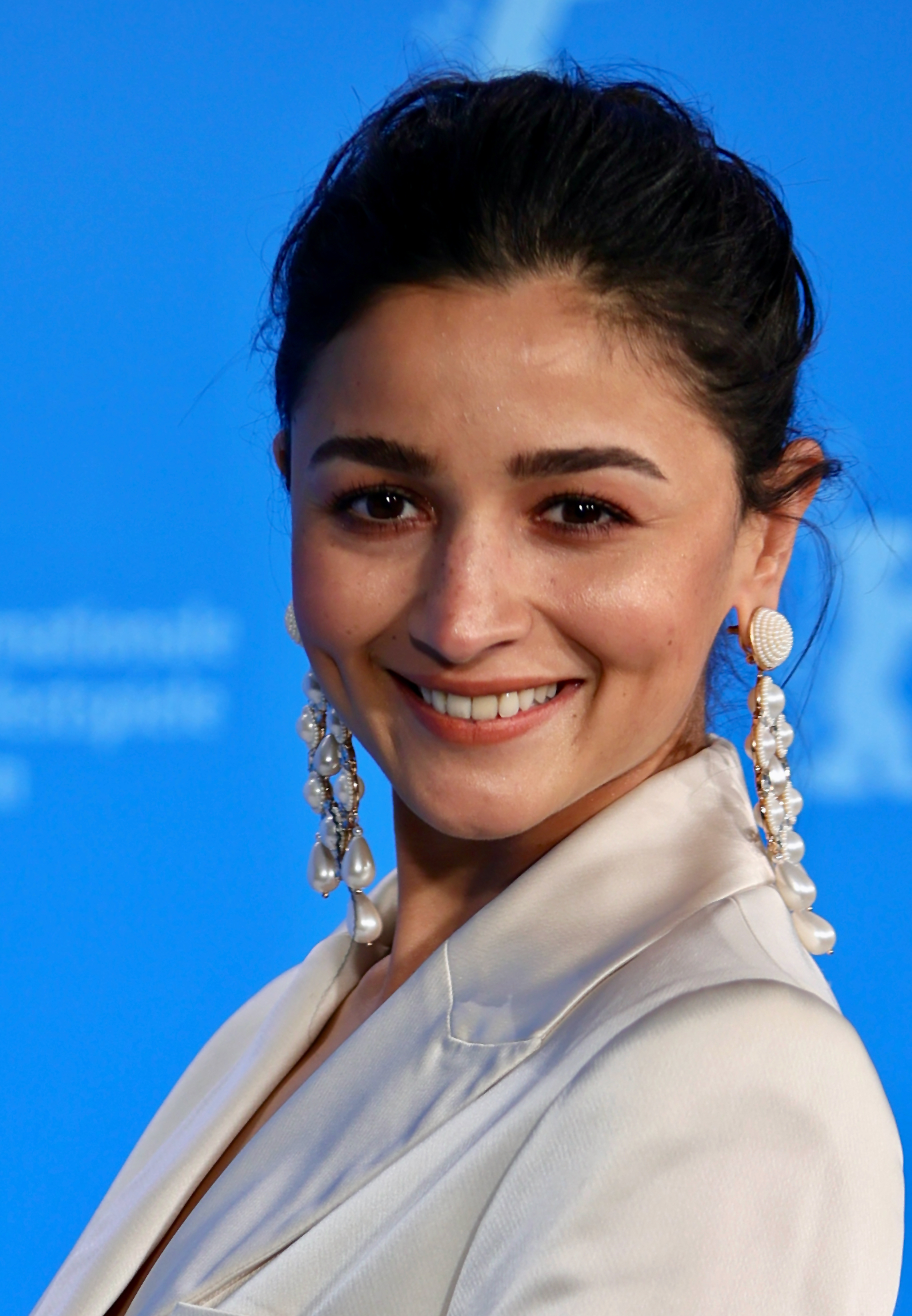
Alia Bhatt (2022)

Alia Bhatt (Hindi आलिया भट्ट Āliyā Bhaṭṭ; * 15. März 1993 in Mumbai) ist eine indische Schauspielerin und Sängerin des kommerziellen Hindi-Films. Bhatt trat zum ersten Mal in einer kleinen Rolle in dem Film Sangharsh (1999) auf. Als Erwachsene gab sie 2012 ihr Filmdebüt in Karan Johars Liebesdrama Student of the Year.

## Leben
Die Bhatt-Familie ist seit mehreren Generationen in der Filmindustrie tätig.
Alia Bhatt ist die Tochter des Filmregisseurs Mahesh Bhatt und der Schauspielerin Soni Razdan. Aus der ersten Ehe hat Mahesh Bhatt zwei Kinder, Pooja Bhatt und Rahul Bhatt, die Alias Halbgeschwister sind. Alia hat eine große Schwester Shaheen (* 1988).
Emraan Hashmi ist ihr Cousin und Mukesh Bhatt ist ihr Onkel väterlicherseits. Alia Bhatt hat deutsche Wurzeln: Ihre Großmutter Gertrude Hoelzer lebt in Berlin und Bhatt fühlt sich mit dieser Stadt emotional verbunden. Ihr Großvater flüchtete zur Nazi-Zeit nach London, nachdem er zwei Jahre lang im Gefängnis saß, weil er eine Untergrundzeitung herausbrachte. Im April 2022 heiratete Alia Bhatt den Schauspieler Ranbir Kapoor.

### Karriere

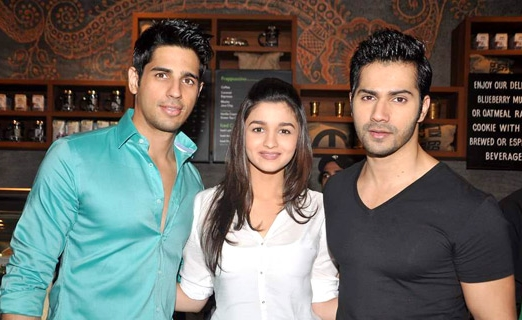
Alia Bhatt mit Sidharth Malhotra (links) und Varun Dhawan (rechts) für Student of the Year in 2012

Die sechsjährige Alia Bhatt war 1999 in Sangharsh als die jüngere Preity Zinta zu sehen und gab ihr Debüt als Erwachsene mit dem romantischen Film Student of the Year (2012) von Karan Johar, in dem sie neben zwei weiteren Newcomern Varun Dhawan und Sidharth Malhotra auftrat. Sie spielte die Rolle der oberflächlichen Shanaya Singhania, die mit Varun Dhawans Charakter Rohan Nanda in einer Beziehung ist, sich aber zu Sidharth Malhotras Charakter Abhimanyu Singh hingezogen fühlt.
Der Film wurde ein kommerzieller Hit und brachte den drei Darstellern jede Menge guter Kritiken ein. Sie bekamen viele Auszeichnungen und wurden als vielversprechender Nachwuchs betitelt. In ihrem nächsten Film Highway (2014), verkörperte Alia Bhatt die Rolle der entführten Veera Tripathi, die das Stockholm-Syndrom entwickelte. Für ihre Darbietung gewann sie den Stardust Award, den Filmfare Award für die beste Schauspielerin und wurde für zwei weitere Kategorien nominiert. Zudem sang sie das Lied Sooha Saha im Film. Von den Kritikern wurde sie gelobt, aber der Film machte nur einen durchschnittlichen Gewinn.
In 2 States (2014), der auf dem gleichnamigen Roman basiert, war sie neben Arjun Kapoor zu sehen. Für ihre Rolle lernte Bhatt eine weitere Sprache.
Ananya Swaminatham ist Tamilin und studiert im Norden. Dort lernt sie den Studenten Krish Malhotra (Arjun Kapoor) kennen, der aus dem Punjab kommt und Ananya heiraten möchte. Aufgrund von Vorurteilen kommt es zu Auseinandersetzung zwischen den Eltern der Heiratswilligen. Gemeinsam versuchen sie die Konflikte zu lösen.
Der Film bekam Zuspruch von den Kritikern, viele Preise und einen Super-Hit-Status. Ihr dritter Film im Jahr 2014 war Humpty Sharma Ki Dulhania eine romantische Komödie, in dem ihr Co-Partner aus Student of the Year Varun Dhawan mitspielt. Kavyas Vater plant für seine Tochter eine arrangierte Hochzeit mit dem Sohn seines Freundes, der in Amerika lebt. Kavya ist mit der Entscheidung seines Vaters einverstanden mit einer Bedingung. Sie möchte ein Designerkleid auf ihrer Hochzeit tragen. Kavyas Vater hat zwar genug Geld, aber möchte ihr kein teueres Kleid kaufen. Entschlossen Geld zu verdienen, fährt Kavya zu ihrem Onkel nach Delhi um Geld zu verdienen. Dort trifft sie Humpty Sharma, der sich in sie verliebt und sie heiraten möchte. Gemeinsam überzeugen sie Kavyas Vater davon, dass Humpty ein besserer Mann für seine Tochter wäre. Es ist ein Tribute-Film an Dilwale Dulhania Le Jayenge, der seit 1995 im Kino läuft.

## Filmografie
- 2012: Student of the Year
- 2014: Highway
- 2014: 2 States
- 2014: Humpty Sharma Ki Dulhania
- 2015: Shaandaar
- 2016: Kapoor & Sons  (Since 1921)
- 2016: Udta Punjab
- 2016: Dear Zindagi – Liebesbrief an das Leben (Dear Zindagi)
- 2017: Badrinath Ki Dulhania
- 2018: Raazi
- 2019: Gully Boy
- 2019: Kalank
- 2020: Sadak 2
- 2022: Gangubai Kathiawadi
- 2022: RRR
- 2023: Heart of Stone
- 2023: Rocky Aur Rani Kii Prem Kahaani

## Auszeichnungen

### Filmfare Awards
Nominierungen & Gewonnen
- Best Female Debut für Student of the Year
- Best Actress in a Leading Role Female für Highway

### BIG Star Entertainment Award
Nominierungen
- Most Entertaining Actor (Film) - Female Nominated für 2 States
- Most Entertaining Actor in a Romantic Film - Female für 2 States
- Most Entertaining Actor in a Social - Drama Film - Female für Highway
- Most Entertaining Actor (Film) - Female für Humpty Sharma Ki Dulhania

### Stardust Award
- Superstar of Tomorrow – Female für Highway

Nominierungen
- Superstar of Tomorrow – Female für Student of the Year
- Best Actress für Highway
- Best Actress – Drama für Highway
- Best Actress – Comedy/Romance für Humpty Sharma Ki Dulhania

### Nominierungen

#### Screen Awards
- Most Promising Newcomer – Female für Student of the Year

#### Zee Cine Awards
- Best Female Debut für Student of the Year